# Rhyacophila oreta
Rhyacophila oreta là một loài Trichoptera trong họ Rhyacophilidae. Chúng phân bố ở miền Tân bắc.